# GAZ Chaika

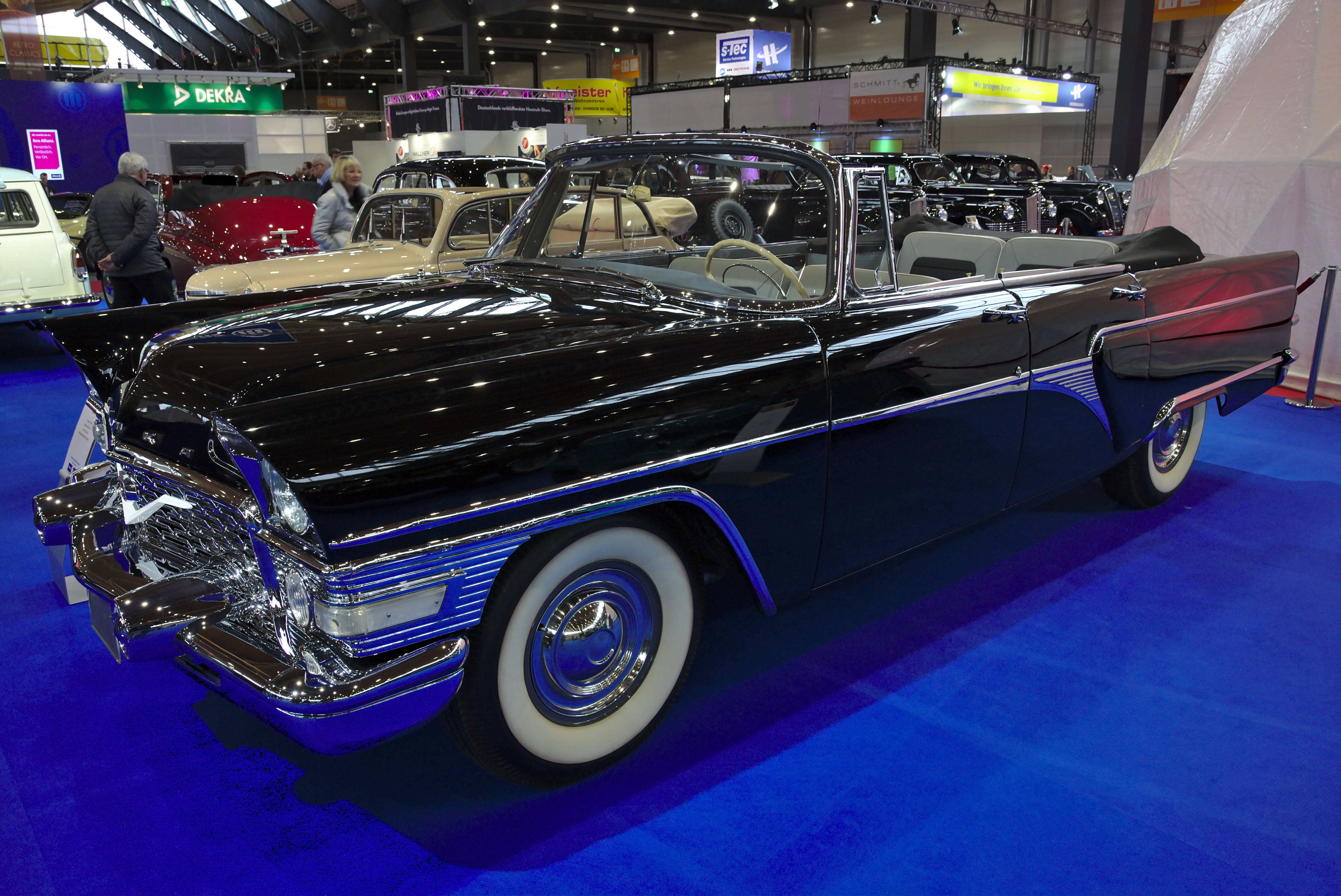
Un GAZ Chaika de alrededor de 1968, hecho para desfiles.

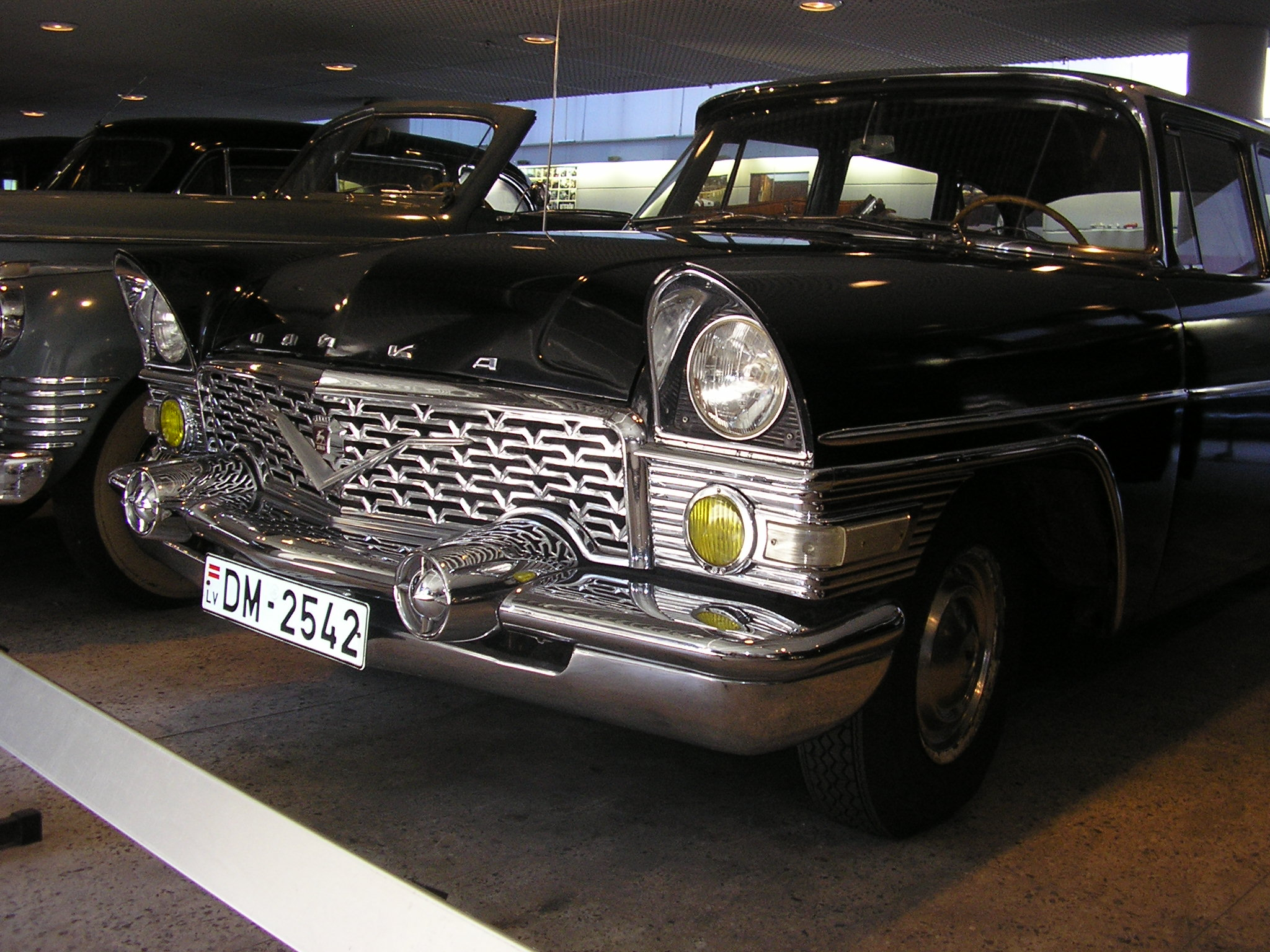
Frontal de un GAZ Chaika.

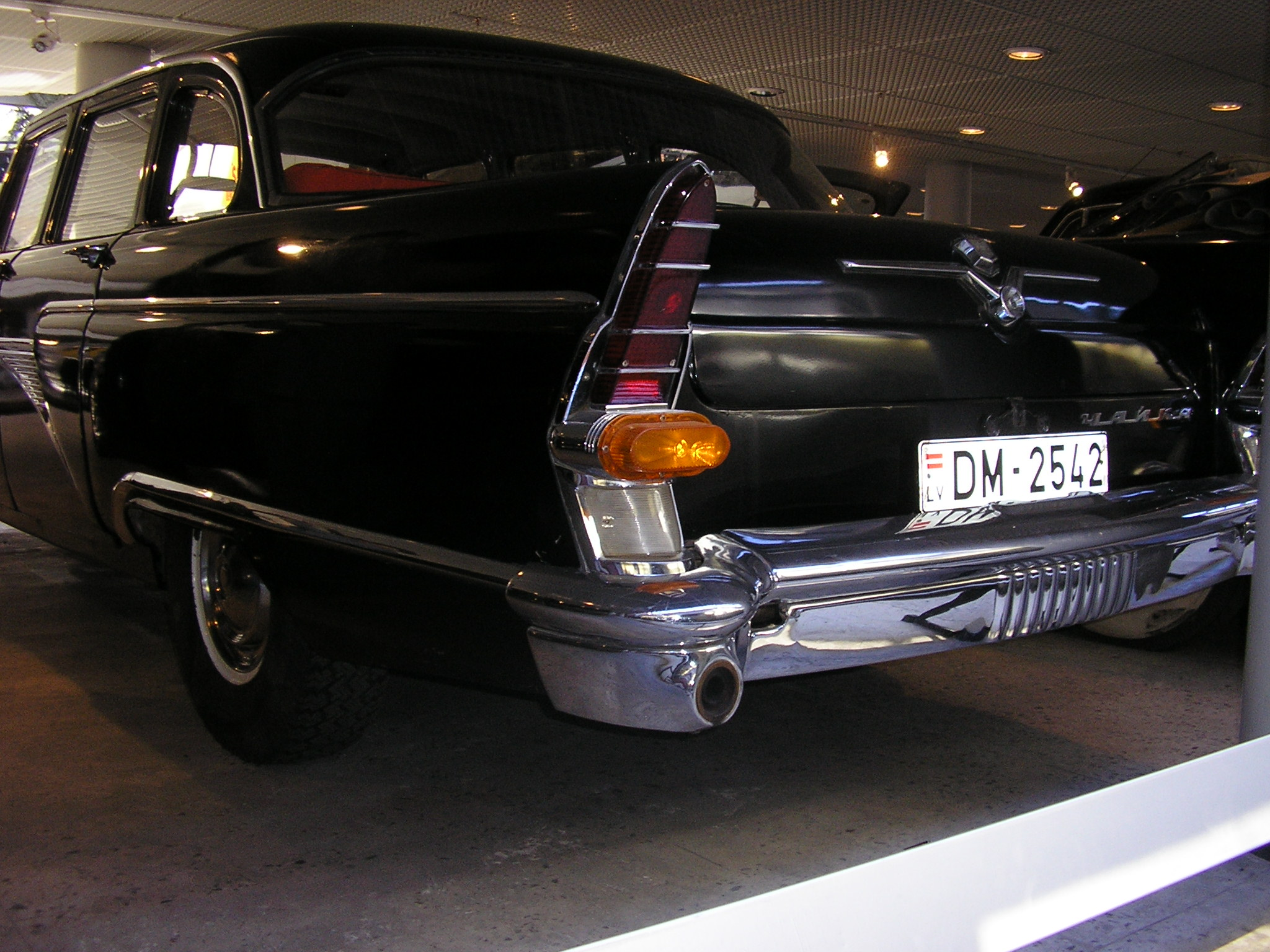
Trasera de un Chaika de 1974. Adviértase el tubo de escape integrado en el paragolpes trasero.

El GAZ Chaika (Ча́йка), que significa gaviota, es un automóvil de lujo fabricado entre 1959 y 1981 en la extinta Unión Soviética por el fabricante GAZ. El vehículo está un paso por debajo del ZIL-41047.

## Especificaciones e historia
La producción del Chaika está compuesta de dos generaciones distintas. El Chaika de primera generación, llamado GAZ M13, fue producido entre 1959 y 1981, que además es el más famoso y numeroso, con más de 3100 unidades fabricadas durante los 22 años que duró su producción. El GAZ M13 Chaika es, visualmente, casi un clon del Packard Patrician de 1955 y algunos modelos de Mercury, con sus típico diseño de los años 1950 con abundancia de cromados. El M13 está motorizado por un motor V8, de 5,5  de cilindrada y una potencia máxima de 195 cv, que era transmitida hasta las ruedas traseras a través de una caja de cambios automática, operada por botones, de diseño parecido a la unidad fabricada por Chrysler, la TorqueFlite. Es un vehículo de estilo limusina, por lo que los Chaikas sólo estaban disponibles para los gobernante soviéticos, y no podían ser adquiridos por ciudadanos medios. Los Chaikas estaban un paso por debajo de las prestigiosas limusinas ZIL, y eran entregados a máximos profesionales, oficiales del partido, científicos, académicos y otras personas de relevancia. Debido a su mayor tamaño y su potente motor V8, los Chaikas eran encargados en ciertos números por el KGB. Nikita Jruschov, aunque se le concedió un ZIL, se sabía que prefería los Chaikas, y por ello tenía un M13 en su dacha de verano. 
El diseño anticuado del M13 de los años 1950 fue sucedido por el Chaika M14, de aspecto más moderno, presentado hacia 1977 (aunque la producción de ambas generaciones se solaparía durante varios años.). El M14 tenía un diseño más compacto y anguloso, tomado de los diseños de los sedanes estadounidenses de lujo de la época, pero en este caso, no se copiaba directamente ningún modelo en concreto. Aunque era visualmente moderno y equipaba los últimos avances electrónicos de la época, el M14 fue de hecho construido sobre el chasis y la planta motriz del anterior modelo. El motor del M14 fue modernizado, y consiguió llegar a la cifra de 220 cv. El Chaika M14 continuó produciéndose desde 1977 hasta 1988, tras lo cual, la marca de limusinas Chaika fue retirada.
Aunque la mayoría de los Chaikas eran berlinas, ambas versiones también fueron fabricadas con una carrocería convertible de cuatro puertas, especialmente pensados para circular por desfiles. El M13 convertible, o M13b, fue construido durante sólo dos años, 1961 y 1962. El M14b duró más tiempo, fue presentado en 1982 y siguió en las cadenas de montaje hasta el cese de la producción del Chaika, en 1988. 
También hubo una versión familiar, llamada M13A Universal, que fue fabricada durante unos cuantos años en los años 1960 y es la variante del Chaika con menor número de ejemplares. Muchas de estas unidades fueron transformadas para servir como ambulancia y como coche fúnebre. 
Hoy en día, GAZ está especializada en la fabricación de coches de clase media y de lujo (para los estándares rusos), vendidos bajo la marca Volga.
El presentador de televisión del programa de la BBC Top Gear, Jeremy Clarkson posee una unidad o la ha poseído en el pasado.

## Segunda generación (1977-1981)

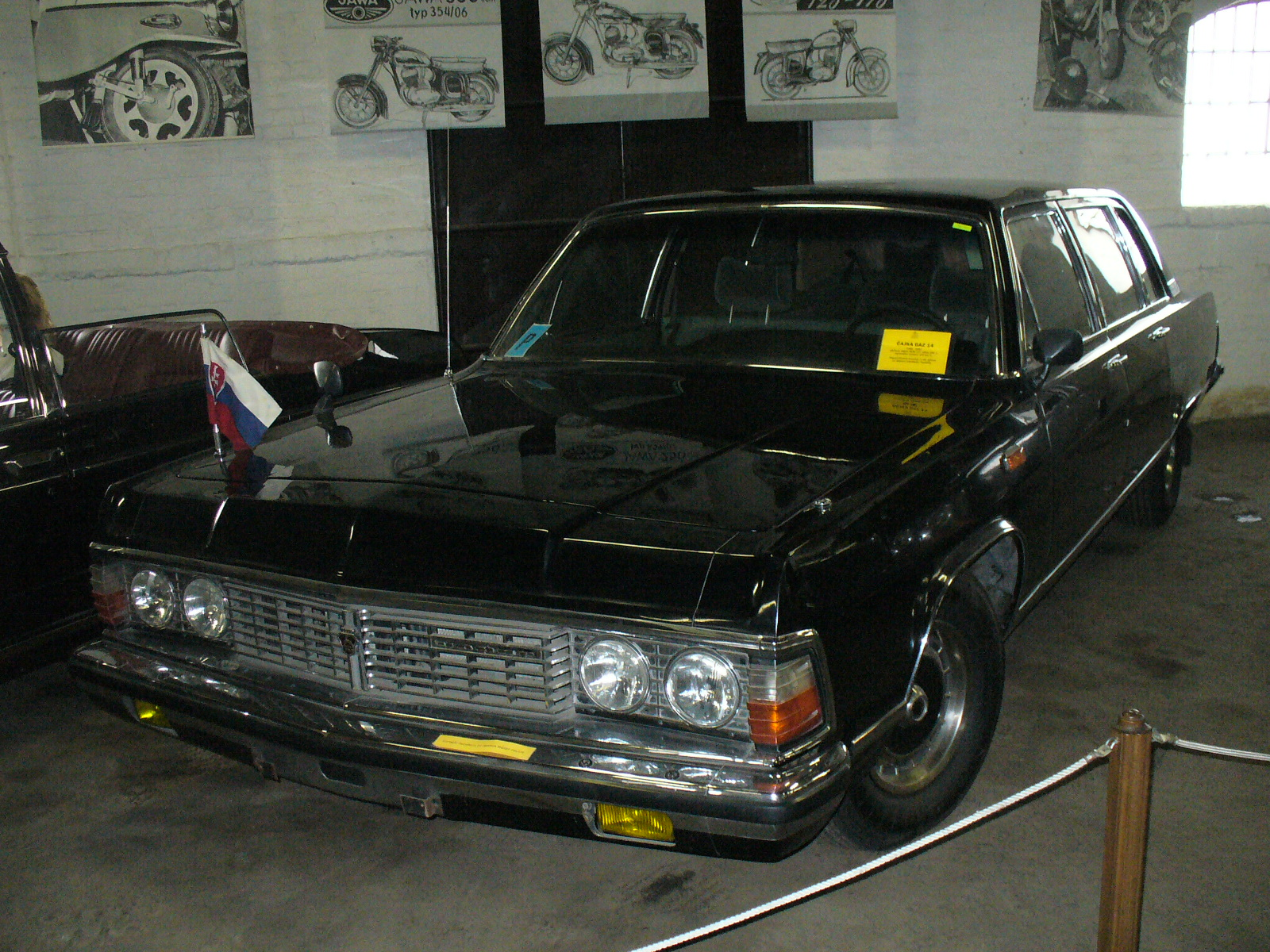
GAZ-14 "Chaika"
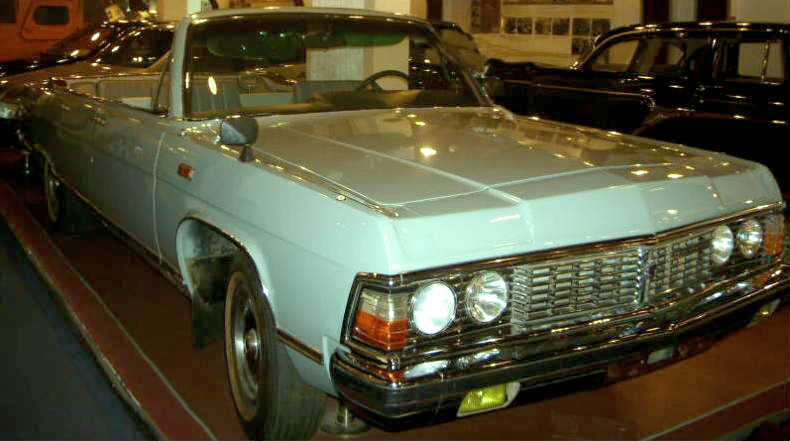
GAZ-1405 "Chaika"
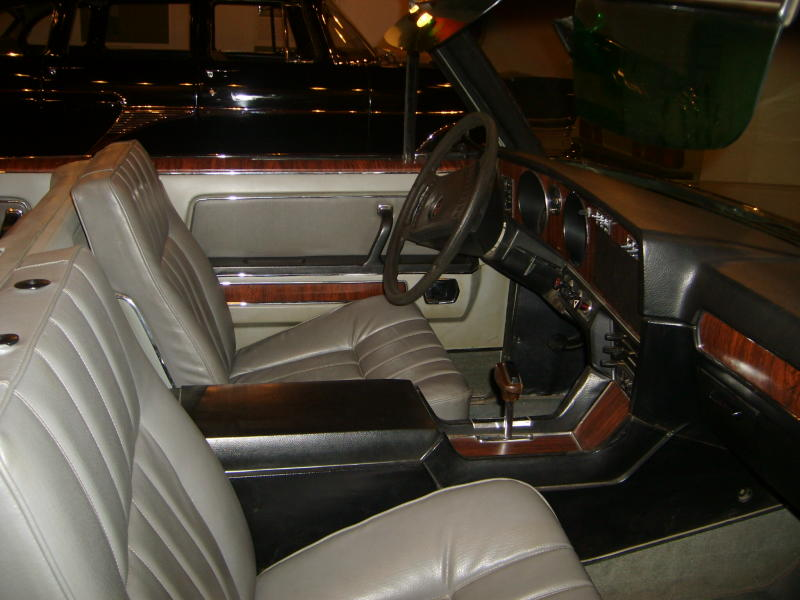
GAZ-1405 "Chaika" por dentro